# 科尔贝格 (巴登-符腾堡州)
科尔贝尔格是德国巴登-符腾堡州的一个市镇。总面积4.39平方公里，总人口2248人，其中男性1131人，女性1117人（2011年12月31日），人口密度512人/平方公里。